# Kazimierz Karol Łopatecki
Kazimierz Karol Łopatecki herbu Korab – podstarości i sędzia grodzki sieradzki w 1695 roku, marszałek sejmiku konwokacyjnego w 1668 roku w Szadku.
Marszałek sejmiku poselskiego w Szadku w 1670 roku, poseł sieradzki na sejm zwyczajny 1670 roku.